# 2024년 민주당 전당대회

2024년 민주당 전당대회(2024 Democratic National Convention)는 미국 민주당 (미국) 대의원들이 정당 강령에 투표하고 카멀라 해리스(Kamala Harris)를 대통령으로 지명하고 그녀가 선택한 러닝메이트인 팀 월즈(Tim Walz) 주지사를 부통령으로 지명하기 위한 투표를 공식적으로 보고하는 대통령 지명 대회였다. 2024년 8월 19일부터 22일까지 일리노이주 시카고 유나이티드 센터에서 개최되었다. 대표단은 8월 첫째 주 초에 사실상 해리스와 월즈를 지명했다. 해리스는 미국 주요 정당의 대통령 후보가 된 최초의 흑인 여성이자 최초의 남아시아 여성이며, 미국 서부 지역에서는 최초의 민주당 대통령 후보이다.
이에 앞서 지난 3월 12일 조 바이든 현 대통령이 예비선거 기간 동안 NBC 뉴스 기자가 '토큰 반대'(token opposition)라고 부른 것에 맞서면서 추정 후보가 됐다. 투표 마감일과의 충돌로 인해 민주당 전국위원회는 6월 20일 조기 온라인 지명 투표를 허용하는 투표를 했다. 6월 27일 토론 성과와 7월 21일 후보 철회 결정에 이어 바이든은 해리스를 지지했다. 해리스를 지지하는 가장 유망한 다른 대통령 유망주들과 함께 그녀는 다음날 그녀를 새로운 추정 후보로 만들기에 충분한 전당대회 대표자들의 지지를 얻었고 해리스는 투표에 참여할 수 있을 만큼 충분한 대표자들의 지지를 얻은 유일한 후보였다. 뉴욕 타임스는 비정형적인 상황을 "현대의 어떤 것과도 다른" 캠페인을 시작하는 것으로 묘사했다.

## 같이 보기
- 2024년 미국 대통령 선거 민주당 후보 경선
- 2024년 공화당 전당대회

### 동영상
- 2024 Democratic National Convention, Day 1 — via C-SPAN
- 2024 Democratic National Convention, Day 2 — via C-SPAN
- 2024 Democratic National Convention, Day 3 — via C-SPAN
- 2024 Democratic National Convention, Day 4 — via C-SPAN